# Luca Tortuga
Luca Tortuga (Touché Turtle and Dum Dum), è una serie televisiva animata ideata e prodotta dalla Hanna-Barbera tra il 1962 e il 1963.

## Trama
Il cartone narra le avventure di Luca Tortuga (Touché Turtle), una coraggiosa tartaruga che risolve su commissione situazioni di emergenza. Luca Tortuga riceve telefonicamente i propri incarichi all'inizio dell'episodio. L'apparecchio da cui risponde è installato all'interno del proprio carapace. Luca Tortuga gira sempre armato di uno spadino, da cui il nome in lingua originale; è accompagnato dal suo inseparabile cane Dum Dum.

## Trasmissione
Nell'edizione originale la serie faceva parte del programma contenitore The New Hanna-Barbera Cartoon Series, all'interno del quale veniva trasmesso un episodio per puntata assieme a Wally Gator e Lippy the Lion & Hardy Har Har (I due masnadieri). L'edizione in italiano, così come è avvenuto per le altre due serie, è stata invece trasmessa separatamente.

## Episodi
| 1. Whale Of A Tale 2. L'eroe più grande (Zero Hero) 3. A caccia della pianta (Dilly Of A Lilly) 4. Missile vagante (Missing Missile) 5. Il mostro di Loch Ness (Lake Serpent) 6. You Bug Me 7. Il fantasma del castello (Roll A Ghoster) 8. Il gigante a due teste (Giant Double Header) 9. Loser Takes All 10. Takes Two To Tangle 11. Mr Robot (Mr Robots) 12. Faccia di pipistrello (Touché At Bat) 13. Billy canaglia (Billy The Cad) 14. Mondo cane (Dog Daze) 15. La saga delle formiche (Ant And Rave) 16. Il cavaliere nero (Black Is The Knight) 17. Dragon Along 18. Assenza di gravità (Satellite Fright) 19. Il lupo e le pecore (Sheepy Time Pal) 20. Il perfido mago (Hex Marks The Spot) 21. Catch As Cat Can 22. Jolly Roger il pirata (Sea For Two) 23. Mezzogiorno di fuoco (High Goon) 24. Grandma Outlaw 25. Il vendicatore (Duel Control) | 1. La lepre e la tartaruga (Rapid Rabbit) 2. Un furfante piccolo piccolo (Thumb Hero) 3. Kat Napped 4. Romeo, Giulietta e Luca Tortuga (Romeo, Touché, and Juliet) 5. The Big Bite 6. Arrivano i marziani (Flying Saucer Sorcerer) 7. La lampada di Aladino (Aladdin's Lampoon) 8. La spada fantasma (Haunting License) 9. The Phoney Phantom 10. Touché's Last Stand 11. La figlia del gran capo (Chief Beef) 12. Like Wild, Man 13. Dum De Dum Dum 14. Anche tu, Luca Tortuga (Et Tu Touché?) 15. Dragon Feat 16. Red Riding Hoodlum 17. Lo scienziato folle (Dough Nuts) 18. Save The Last Trance For Me 19. Qui Napoleone a Luca Tortuga (Waterloo For Two) 20. Robin Hood va in vacanza (Robin Hoodlum) 21. The Shoe Must Go On 22. Un eroe di troppo (Quack Hero) 23. Aliblabber And The Forty Thieves 24. Out Of This Whirl 25. Tale zio tale nipote (Hero On The Half Shell) 26. Avventure nel bosco (Tenderfoot Turtle) 27. Peace & Riot |